# Huilongshan (köpinghuvudort i Kina, Hubei Sheng, lat 30,62, long 114,98)
Huilongshan är en köpinghuvudort i Kina. Den ligger i provinsen Hubei, i den centrala delen av landet, omkring 66 kilometer öster om provinshuvudstaden Wuhan. Antalet invånare är 32 134. Befolkningen består av 15 399 kvinnor och 16 735 män. Barn under 15 år utgör 11,0 %, vuxna 15-64 år 75 %, och äldre över 65 år 12,0 %.
Runt Huilongshan är det tätbefolkat, med 550 invånare per kvadratkilometer. Närmaste större samhälle är Zhuwa, 13,6 km öster om Huilongshan. Trakten runt Huilongshan består till största delen av jordbruksmark.
Genomsnittlig årsnederbörd är 1 868 millimeter. Den regnigaste månaden är juli, med i genomsnitt 305 mm nederbörd, och den torraste är januari, med 48 mm nederbörd.